# Emmy Internacional 2012
A 40.ª cerimônia de entrega dos International Emmys (ou Emmy Internacional 2012) , aconteceu no dia 19 de novembro de 2012, no Hilton Hotel em Nova York, Estados Unidos, e teve como apresentador o ator americano Regis Philbin. Uma edição especial da cerimônia foi exibido em 9 de dezembro de 2012 pela MGM Portugal.

## Cerimônia
Os indicados para a 40ª edição dos prêmio Emmy Internacional foram anunciadas pela Academia Internacional das Artes e Ciências Televisivas em uma conferência de imprensa na Mipcom, em Cannes.
Ao todo, foram selecionados 38 finalistas de 15 países que disputaram títulos em 9 categorias. Argentina, Austrália, Bélgica, Brasil, China, Dinamarca, França, Alemanha, Japão, Noruega, Portugal, Singapura, Coreia do Sul, Espanha, além do Reino Unido competiam. A 40ª edição do Emmy recebeu 1.100 inscrições, analisadas por jurados de 67 países. O Brasil teve cinco nomeações, todas da Rede Globo. Destaque para Por Toda Minha Vida indicado pela sexta vez consecutiva na categoria de melhor programa artístico com o título Cartola.
Em comemoração ao 40º aniversário da Academia Internacional, foram apresentados os prêmios Special Founders em homenagem as lendas da televisão Alan Alda (M*A*S*H) e Norman Lear (All in the Family). Além dos tradicionais prêmios honorários: o International Emmy Founders Award foi entregue ao produtor/escritor Ryan Murphy, co-criador e produtor executivo de Glee, enquanto o Emmy Internacional de Melhor Chefe Executivo foi apresentado ao Dr. Kim In-Kyu, Presidente e CEO da KBS, (Sistema de Radiodifusão coreano), também presidente da ABU (Asia-Pacific Broadcasting Union).

### Apresentadores
O seguinte indivíduo foi escolhido para ser anfitrião da cerimônia:
- Regis Philbin

Os seguintes indivíduos foram escolhidos para entregar os prêmios:
| Apresentadores                              | Categoria                                     |
| ------------------------------------------- | --------------------------------------------- |
| Prerna Wanvari                              | Melhor Programa Artístico                     |
| Kelly Rutherford e Matthew Settle           | Melhor Ator                                   |
| Bridget Moynahan e Donnie Wahlberg          | Melhor Atriz                                  |
| Cheyenne Jackson                            | Melhor Comédia                                |
| Pat Mitchell                                | Melhor Documentário                           |
| Joachim Winterscheidt e Klaas Heufer-Umlauf | Melhor Programa de Entretenimento sem Roteiro |
| Rachael Taylor                              | Melhor Telefilme/Minissérie                   |
| Edith González e Marcelo Serrado            | Melhor Telenovela                             |
| Jessica Lange                               | Emmy Founders Award                           |
| Ryan Murphy                                 | 40th anniversary Founders Awards              |
| Park Jin-young                              | Emmy Directorate Award                        |

## Vencedores e nomeados
| Melhor Ator | Melhor Atriz |
| --- | --- |
| - Darío Grandinetti em Televisión por la inclusión - Argentina (ON TV Contenidos) - Jason Isaacs em Case Histories - Reino Unido (BBC) - Stein Winge em Norwegian Cozy - Noruega (NRK) - Yawen Zhu em Flying Eagle - China (H.Brothers Tianyi Movie & TV) - Arthur Acuña em The Kitchen Musical - Singapura (ntv7) | - Cristina Banegas em Televisión por la inclusión - Argentina (ON TV Contenidos) - Sidse Babett Knudsen em Borgen - Dinamarca (DR) - Joanna Vanderham em The Runaway - Reino Unido (Sky1) - Rina Sa em Zhong guo di - Hong Kong (Phoenix Television) |
| Melhor Telenovela | Melhor Série Dramática |
| - O Astro - Brasil (Rede Globo) - Rosa Fogo - Portugal (SIC) - Remédio Santo - Portugal (TVI) - Indomitable Daughters-in-Law - Coreia do Sul (MBC) | - Braquo - França (Canal+) - The Slap - Austrália (ABC) - ICAC Investigators - Hong Kong (RTHK/ICAC) - The Kitchen Musical - Singapura (ntv7) - The Social Leader - Argentina (Artear/Pol-ka)                                                        |
| Melhor Filme para TV ou Minissérie | Melhor Programa Artístico |
| - Black Mirror - Reino Unido (Channel 4) - Homens de Bem - Brasil (Rede Globo) - L'Infiltré - França (Canal+) - Shoshû - Japão (CBC) | - Musik als Waffe - Alemanha (ZDF) - Por Toda Minha Vida: Cartola - Brasil (Rede Globo) - Queen: Days of Our Lives - Reino Unido (BBC) - Blue Man X Kodo: Blueman Meets Wadaiko - Japão (WOWOW)                                                      |
| Melhor Série de Comédia | Melhor Documentário |
| - A Mulher Invisível - Brasil (Rede Globo) - Absolutely Fabulous - Reino Unido (BBC) - Spy - Reino Unido (Sky1) - What If? - Bélgica (Shelter) | - Terry Pratchett: Choosing to Die - Reino Unido (BBC) - Across Land, Across Sea - Coreia do Sul (The Chosunilbo) - A Fuga de Hitler - Argentina (History) - Der Wettlauf zum Südpol - Alemanha (GmbH/ZDF)                                           |
| Melhor Programa de Entretenimento sem Roteiro | |
| - The Amazing Race Australia - Austrália (Seven Network) - El Hormiguero - Espanha (7yacción) - Planeta Extremo - Brasil (Rede Globo) - The Challenger Muay Thai - Singapura (AXN Ásia) | |